# Carsten Sostmeier

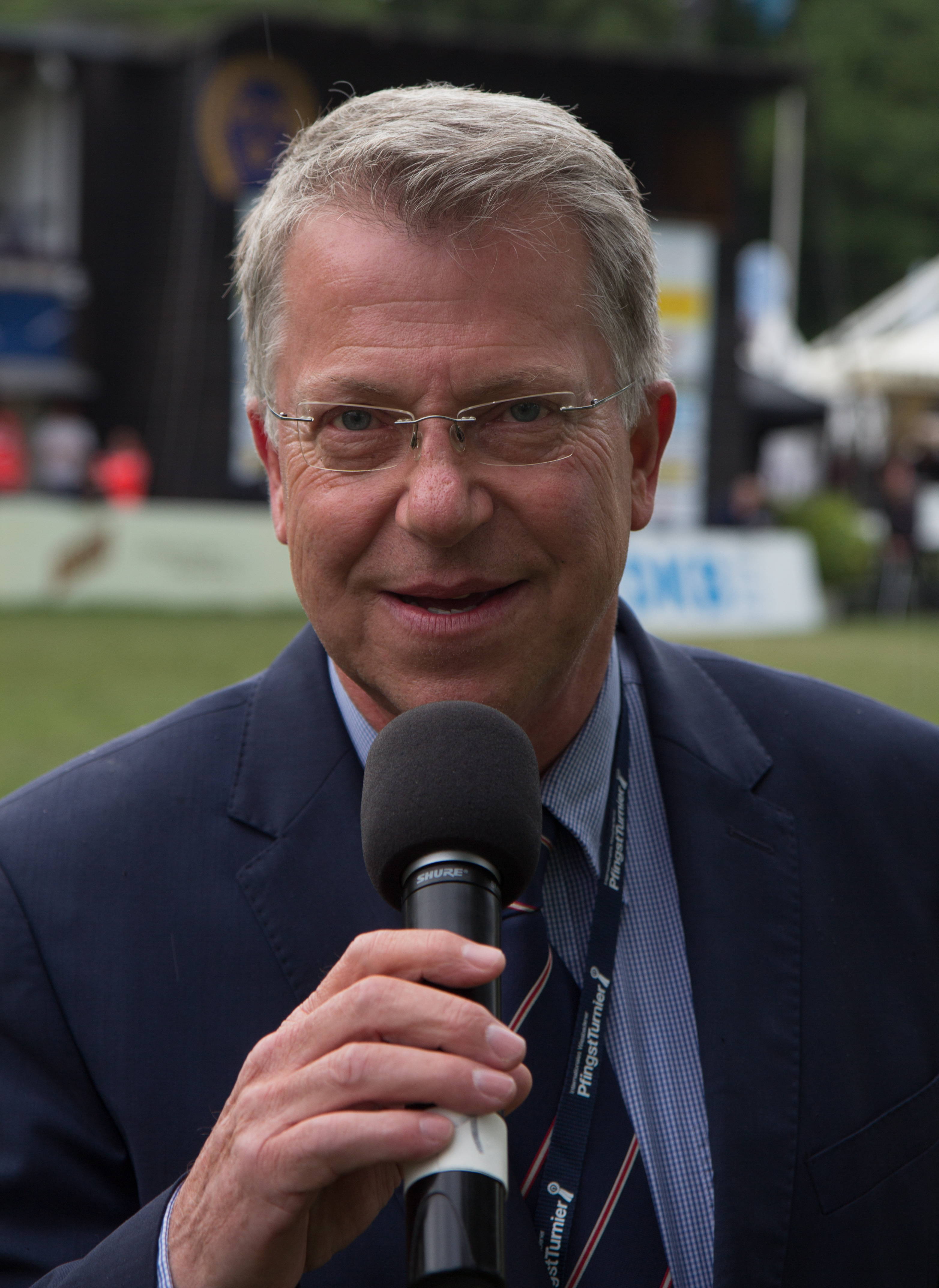
Carsten Sostmeier, 2018

Carsten Sostmeier (* 1960 in Salmünster) ist ein deutscher Sportkommentator der ARD, spezialisiert auf den Pferdesport.
Sein einzigartiger Sprachstil und seine Sprachmelodie sind sein „Markenzeichen“, dies machte ihn in Kombination mit seinem Fachwissen zu einer bekannten Größe im Bereich des deutschen Pferdesports.

## Leben
Sostmeier wuchs in Steinau an der Straße auf und machte sein Abitur am humanistischen Ulrich-von-Hutten-Gymnasium in Schlüchtern. Sostmeier ist gelernter Bankkaufmann, nachfolgend war er im Bereich Spedition und Logistik tätig.
Er war selbst als Springreiter bis zur schweren Klasse erfolgreich, musste aber wegen Rückenbeschwerden seine Sportlerlaufbahn bereits im Alter von 22 Jahren beenden. Bei ländlichen Turnieren begann er darauf als Ansager.
Entdeckt und gefördert durch den Sportschau-Mitbegründer Addi Furler, selbst als Pferdesportexperte insbesondere im Trabrennsport geltend, war Sostmeier zunächst ab 1990 als freier Sportkommentator tätig. Seit 1991 ist er als Spezialist für den Pferdesport, über Jahre hinweg im Wechsel mit Hartmann von der Tann, bei den Sendeanstalten der ARD im Einsatz. Ebenso ist er weiterhin als Turnieransager bei Reitturnieren und Moderator bei Veranstaltungen tätig.
Seit 2018 berichtet er auf seinem YouTube-Kanal Sosti on Tour aus den Ställen deutscher Topreiter wie z. B. von Michael Jung oder Markus Beerbaum.

## Kritik
Bei der Kommentierung des Sieges der deutschen Vielseitigkeitsreiter bei den Olympischen Spielen 2012 nahm Sostmeier Bezug auf die Aberkennung der Mannschaftsgoldmedaille bei den Olympischen Sommerspielen 2004 und sagte: „Aber dann kamen ja die Franzosen, die Briten, die Amerikaner und am grünen Tisch haben sie uns die Goldmedaille mit einer fragwürdigen Entscheidung weggerissen, und das haben sich die Deutschen gemerkt, denn seit 2008 wird zurückgeritten. Wir holen uns Gold zurück, gnadenlos.“ Da diese Aussage gewisse Ähnlichkeit zu Adolf Hitlers Äußerung „Seit 5 Uhr 45 wird jetzt zurückgeschossen.“ zum Beginn des Zweiten Weltkrieges hatte, wurde Sostmeier scharf kritisiert. Sostmeier bedauerte anschließend: „Es tut mir sehr leid, wenn ich mit meinen Äußerungen für Irritationen gesorgt habe.“
Bei den Olympischen Sommerspielen 2016 musste sich die ARD nach Kritik von Zuschauern und der Deutschen Reiterlichen Vereinigung für Sostmeier entschuldigen, da er den Ritt der Debütantin Julia Krajewski mit „unsportlichen“ und beleidigenden Sprüchen begleitet hatte. Sostmeier erklärte bezüglich der Kritik: „Es liegt mir fern, Sportler zu beleidigen. Wenn das so angekommen sein sollte, dann kann ich mich dafür nur aus tiefstem Herzen entschuldigen.“

## Ehrungen und Auszeichnungen
- 2023 „Friedensreiter-Preis“ des Westfälischen Reitervereins[14]
- 2021 PEGASOS-Preis des Verbandes Deutscher Sportjournalisten und des Vereins Frankfurter Sportpresse in der Kategorie Sportmedien[15] für seine Live-Berichterstattung der Olympischen-Dressurwettbewerbe in Tokio
- 2021 von der Sport-Bild mit dem „Sport-Bild-Award“ – Medien ausgezeichnet.
- 2005 Nominierung für den Grimme-Preis[16]
- 2004 Deutschen Fernsehpreis in der Kategorie „Beste Sportsendung des Jahres“ für seine Live-Moderation der Dressurentscheidungen bei den Olympischen Spielen in Athen[17]
- 1997 Spoga-Preis für seine Verdienste um den Reitsport
- fünf Mal Silbernes Pferd des Deutschen Reiter- und Fahrerverbandes
- 1996 und 2000 „Silberne Kugel“ des NOK als bester Live-Kommentator bei den Olympischen Spielen